# Légvédelem
A légvédelem a repülő harci járművek elleni hadviselést jelenti. Két csoportra osztható: csöves légvédelem és légvédelmi rakétatüzérség.

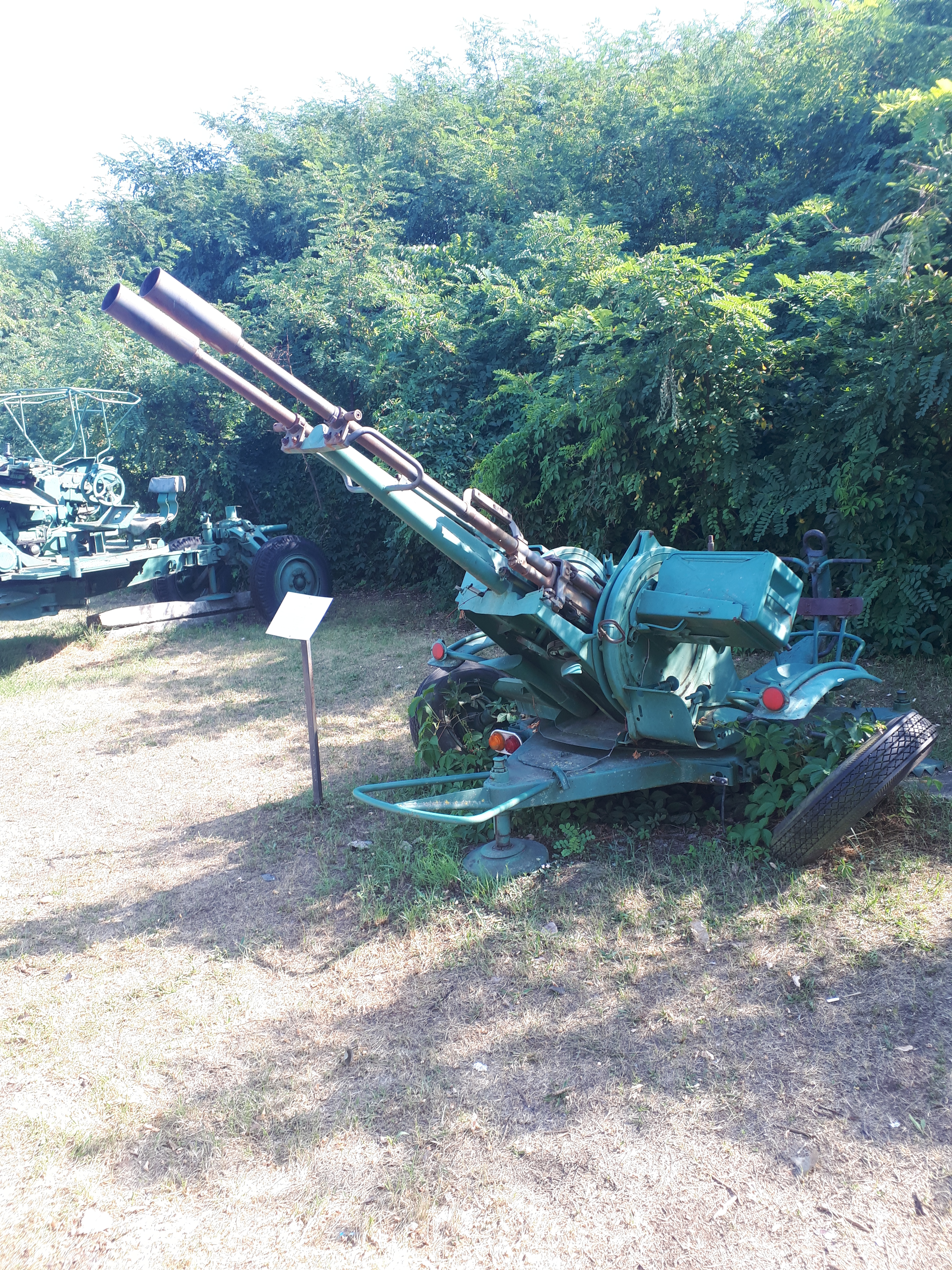
ZU-23-2 23 mm-es ikercsövű légvédelmi gépágyú Komáromban, a Monostori Erőd udvarán

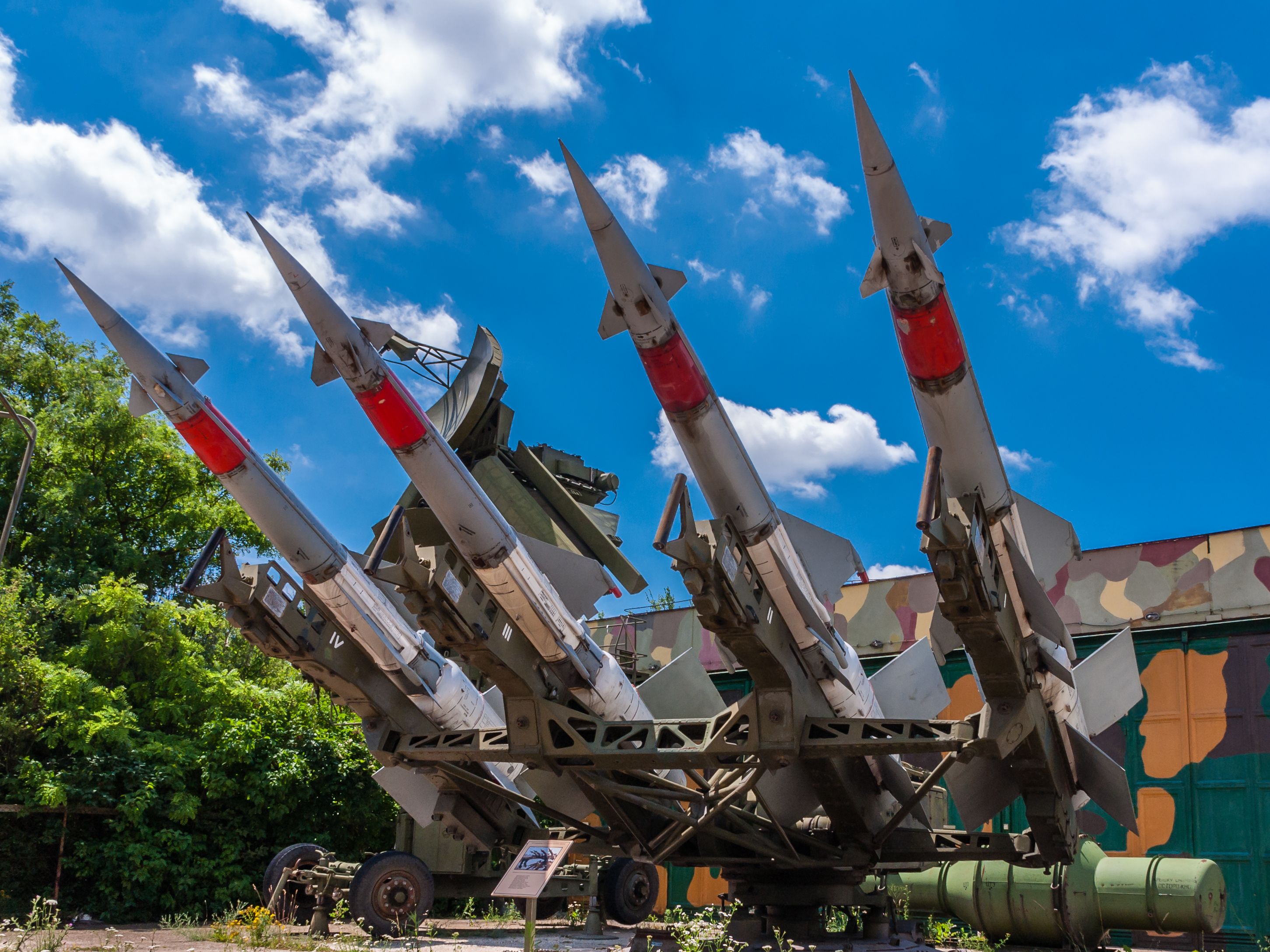
Az SZ–125 Nyeva fix telepítésű, közép-hatómagasságú honi légvédelmi rakéta a Földi Telepítésű Magyar Légvédelmi Fegyvernem Múzeumának Honi Légvédelmi Parkjában 2011 júliusában

## A légvédelmi tüzérség története
1783 őszén a Montgolfier testvéreknek sikerült egy légballonnal a levegőbe emelkedniük. Egy év múlva porosz mérnökök felismerték a léggömb harcászati felhasználásának jelentőségét, és annak elhárítását is. Ennek gyakorlati kipróbálására az 1870–71. évi porosz–francia háborúban körülzárt Párizs adott lehetőséget. A városból hatvanhat léggömböt eresztettek fel, melyek híreket szállítottak a felmentő seregnek. Mivel ezek ellen a tábori tüzérség tüze hatástalan maradt, Alfred Krupp megszerkesztette a légvédelmi lövegek ősét, a 3,7 cm űrméretű ballonelhárító ágyút.
Az első világháborút követően a légvédelem két alapvető csoportra oszlott: az alacsonyan repülő vadászgépek ellen bevetett gépágyúkra és a magasan repülő bombázók megsemmisítésére alkalmas egylövetű légvédelmi ágyúkra. A második világháborúban használtak először nagyobb számban folyékony üzemanyaggal működő rakétákat. Napjainkra az egylövetű, nehéz légvédelmi ágyúkat teljesen felváltották a a rakétarendszerek, a gépágyúk azonban még mindig hasznos légelhárító eszközök maradtak.

## A csöves légvédelem jellemzői
A csöves légvédelmi lövegeknek számos hasonló tulajdonságuk van, mint
- a lövedék nagy kezdősebessége
- páncéltörő lőszer
- nemcsak légvédelemre, hanem harckocsik és más páncélos eszközök ellen is kiválóan alkalmazhatóak.

A páncéltörő rakéták megjelenése után a páncéltörő ágyúk elavultnak számítottak.
Napjainkra a légvédelmi lövegeket (általában gépágyúkat) már nem a tüzértiszt irányozza a cél felé, hanem a fegyverekbe légvédelmi radar van beépítve, így a közeledő légi járműveket egyből tűz alá tudják venni.
Léteznek kézi fegyverek is, amelyek hatásosak lehetnek a jellemzően 80 m alatt repülő járművek ellen, ilyen például az RPG–7 kézi páncélelhárító gránátvető.

## Légvédelmi rakétatüzérség
A rakétatüzérség jellemzője, hogy a lövegekben alkalmazottaktól eltérően rendszerint nem irányított, reaktív hajtású lövedékeket alkalmaz a tűzcsapás végrehajtásához. Általában mozgó platformra szerelt, relatíve kicsi rakétavető állványt alkalmaznak. A rakéták lőtávolsága igen nagy, a tűzvezető rendszer pedig erősen integrált. Nem alkalmaznak előretolt tüzérségi felderítőket, a célzási pontosságuk és tűzgyorsaságuk hosszabb távon elmarad a csöves tüzérségi fegyverekétől.
A rakéták kiválóan alkalmazhatóak légvédelmi feladatokra, egyes típusok több tíz/száz kilométerről képesek bemérni a gyorsan repülő célpontokat.
A légvédelmi rakétáknak egy típusa az úgynevezett követőrakéta. Ez azt jelenti, hogy a rakéta képes a kiválasztott célt követni, majd felrobbantani azt.